# Kenji Fujimitsu
Kenji Fujimitsu (jap. 藤光 謙司 Fujimitsu Kenji; ur. 1 maja 1986) – japoński lekkoatleta, sprinter.

## Osiągnięcia
- brązowy medal mistrzostw świata juniorów młodszych (sztafeta szwedzka, Sherbrooke 2003)
- złoto mistrzostw Azji (bieg na 200 m, Amman 2007)
- 4. miejsce podczas mistrzostw świata (sztafeta 4 x 100 m, Berlin 2009)
- dwa złote medale mistrzostw Azji (Guangdong 2009, sztafeta 4 x 100 m i sztafeta 4 x 400 m)
- 5. miejsce w biegu na 200 metrów podczas pucharu interkontynentalnego (Split 2010)
- srebrny medal igrzysk azjatyckich (bieg na 200 m, Kanton 2010)
- 6. miejsce na mistrzostwach świata (sztafeta 4 × 100 m, Moskwa 2013)
- złoty medal igrzysk azjatyckich (sztafeta 4 × 400 metrów, Inczon 2014)
- brązowy medal mistrzostw świata (sztafeta 4 × 100 metrów, Londyn 2017)

## Rekordy życiowe
- bieg na 200 metrów – 20,13 (2015)
- bieg na 300 metrów – 32,25 (2014) rekord Azji
- bieg na 400 metrów – 46,80 (2009)